# كينيو هوريوتشي
كينيو هوريوتشي (堀内賢雄 هوريوتشي كينيو) هو مؤدي أصوات ياباني ولد في 30 يوليو 1957 في غوتينبا، شيزوكا.

## أدواره في الأنمي

### مسلسلات أنمي تلفزيونية
- طاغية الحب - ستولاس
- الماسة الزرقاء - سريع
- ناروتو - الهوكاجي الثاني
- ناروتو شيبودن - بين، الهوكاجي الثاني/توبيراما سنجو، ياهيكو
- روك لي وأصدقائه النينجا - بين
- بليتش - شوسكي أماغاي
- سكرايد - أونكي
- شانغري-لا - تاكيهيكو
- يو يو هاكوشو - هوكوشين
- أخي العزيز - مروان صادق
- هاتاراكي مان - كيميو ناريتا
- هاجيمي نو إيبو New Challenger - سوغورو تاكامورا
- غوين ساغا - غوين
- كاوبوي بيبوب - غرين
- قصة غنجي - كيريتسوبو نو ميكادو
- تابل وذئب - مارتن ليبرت
- إيرغو بروكسي - ويل بي غود
- زعيم المحاربين - ميكيهيسا أساكورا
- التنين الأزرق - نادر
- باكومان - هيساشي ساساكي
- شيكاباني هيمي: أكا - توكيهانا شيو
- شيكاباني هيمي: كورو - توكيهانا شيو
- الملعقة الفضية - والد يوغو هاتشيكين
- كيل لا كيل - بارازو مانكانشوكو
- ماغي: The Kingdom of Magic - داريوس ليوكسيس
- غارو: ختم اللهب - هيرمان لويس
- غارو: القمر القرمزي - فوجيوارا نو ميتشيناغا
- معرض الفن المزيف - راموس
- سيكاي-إيتشي هاتسوكوي - تاكافومي يوكوزاوا
- لعبة الجوكر - المقدم يوكي
- هنتر x هنتر (2011) - غوتو
- أونيهي - هاسيغاوا هيزو
- بلاك كلوفر - لوتس هومولت
- ري:بداية الحياة في عالم آخر من نقطة الصفر - ويلهيلم فون أستريا
- ملحمة تانيا الآثمة - آنسون سو
- كارول آند تيوزداي - داليا
- ون بيس - كينئيمون
- بنانا فيش - إدوارد إل فوكس
- أودا شينامون نوبوناغا - شينامون
- كينجدوم - أوسين

### أنمي الإنترنت
- سينت سيا: سول أوف غولد - ليبرا دوكو
- بوكيمون جينيريشنز - لوكر (الصوت الثاني)
- كودوكو نو غورميت - غورو إينوغاشيرا

### أوفا أنمي
- سينت سيا فصل هادس: المعابد الإثنا عشر - ليبرا دوكو
- سينت سيا فصل هادس: العالم السفلي - ليبرا دوكو
- سينت سيا: ذا لوست كانفاس - آلتار هاكوري

### أفلام أنمي
- سيكاي-ايتشي هاتسوكوي: حالة تاكافومي يوكوزاوا - تاكافومي يوكوزاوا
- سينت سيا فصل النعيم: الإفتتاحية - ليبرا دوكو

## أدواره في ألعاب الفيديو
- سلسلة ألعاب ميتال غير - رايدن
- ديسيديا: فاينل فانتسي - الإمبراطور
- ديسيديا 012: فاينل فانتسي - الإمبراطور
- ديسيديا: فاينل فانتسي NT - الإمبراطور
- سينت سيا: ذا سانكتشواري - ليبرا دوكو
- سينت سيا: ذا هادس - ليبرا دوكو
- ناروتو: باورفل شيبودن - بين
- ناروتو شيبودن: ألتيميت نينجا ستورم ريفولوشن - الهوكاجي الثاني/توبيراما سنجو، بين

## أدواره في الدبلجة اليابانية
- المتحولون - هاوند، دكتور سوجي يوشيكاوا، أوكتين, غرابل، راول, دايفبومب، هوت سبوت، فرست إيد، ديفينسور
- مدرسة الإمبراطور الجديدة - كرونك
- بافي قاتلة مصاصي الدماء - أنجل
- داندي والسيد ورطة - السيد ورطة
- خطاب الملك - الملك جورج السادس
- توم وجيري والصغيرة روبين - توم
- زولاندر - ديريك زولاندر
- سكيري موفي 3 - توم لوغان

## وصلات خارجية
- كينيو هوريوتشي على موقع IMDb (الإنجليزية)
- كينيو هوريوتشي على موقع ميوزك برينز (الإنجليزية)
- كينيو هوريوتشي على موقع قاعدة بيانات الفيلم (الإنجليزية)
- كينيو هوريوتشي على موقع ANN person (الإنجليزية)